# Erechthias articulosa
Erechthias articulosa är en fjärilsart som beskrevs av Edward Meyrick 1921. Erechthias articulosa ingår i släktet Erechthias och familjen äkta malar. Inga underarter finns listade i Catalogue of Life.